# Kwasowo
Kwasowo (Duits Quatzow) is een plaats in het Poolse district  Sławieński, woiwodschap West-Pommeren. De plaats maakt deel uit van de gemeente Sławno en telt 519 inwoners.